# حسینیه حصار
حسینیه حصار؛ نام حسینیه‌ای تاریخی مربوط به دورهٔ پهلوی اول است و در شهرستان بینالود، روستای حصار گلستان واقع شده و این اثر در تاریخ ۶ مهر ۱۳۸۴ با شمارهٔ ثبت ۱۳۴۲۴ به‌عنوان یکی از آثار ملی ایران به ثبت رسیده‌است.